# Gerard J. van den Berg
Gerard J. van den Berg (* 1962) ist ein niederländischer Wirtschaftswissenschaftler. Seine Spezialgebiete sind die Arbeitsmarkt- und Gesundheitsökonometrie. 

## Werdegang
Gerard J. van den Berg promovierte 1988 an der Universität Tilburg, Niederlande und fungierte anschließend von 1989 bis 1993 an der Universität Groningen als Assistant Professor. Nach einer zweijährigen Tätigkeit an der VU Amsterdam als Associate Professor wurde er 1996 Full Professor und lehrte dort bis 2006. In diese Zeit fallen Gastprofessuren an den Universitäten in Uppsala, Stockholm und Princeton. Er wurde 2010 mit einer Alexander-von-Humboldt-Professur ausgezeichnet und lehrt seit 2009 an der Universität Mannheim. Dort ist er am Center of Economics and Empirical Economics tätig. 
Van den Berg publizierte unter anderem in den Fachzeitschriften Econometrica, American Economic Review und Review of Economic Studies.
Ebenfalls ist er Fellow am IFAU (Uppsala), dem IFS (London), INSEE-CREST(Paris), CEPR (London) und dem IZA. Seit Juli 2004 ist er Programmdirektor für das IZA-Programm Evaluation arbeitsmarktpolitischer Maßnahmen.
Van den Berg ist seit 2010 korrespondierendes Mitglied der Königlich Niederländischen Akademie der Wissenschaften, seit 2021 ordentliches Mitglied. 2013 wurde er zum Fellow der Econometric Society gewählt.